# Галерија грбова зависних територија
Ова галерија грбова приказује грбове или амблеме (који служе сличној сврси) свих наведених зависносних територија сврстаних азбучним редоследом суверених држава којима припадају.

## Аустралија
- Грб Божићног Острва
- Грб Кокосовог острва
- Грб Острва Норфок

## Босна и Херцеговина

### Конститутивни ентитети
- Амблем Републике Српске

## Данска
- Грб Гренланда
- Грб Фарских Острва

## Кина
- Амблем Макаоа
- Амблем Хонгконга

## Нови Зеланд
- Грб Кукових острва
- Печат Нијуа
- Симбол Токелауа

## Португалија
- Грб Азора
- Грб Мадеире

## Сједињене Америчке Државе
- Печат Америчких Девичанских Острва
- Грб Америчке Самое
- Грб Гвама
- Грб Порторика
- Амблем Северних Маријанских острва

## Уједињено Краљевство

### Конститутивни ентитети
- Краљевски амблем Велса
- Краљевски грб Енглеске
- Грб Северне Ирске
- Краљевски грб Шкотске

### Самоуправне крунске територије
- Грб Гернзија
- Грб Острва Мен
- Грб Џерзија
- Грб Сарка

### Прекоморске територије
- Грб Ангвиле
- Грб Акротири и Декелије
- Грб Асенсиона
- Грб Бермуда
- Грб Британске Антарктичке Територије
- Грб Британске територије Индијског океана
- Грб Британских Девичанских Острва
- Грб Гибралтара
- Грб Јужне Џорџије и Јужних Сендвичких Острва
- Грб Острва Питкерн
- Грб Монтсерата
- Грб Свете Јелене, Асенсиона и Тристан да Куње
- Грб Тристана да Куње
- Грб Фолкландских Острва

## Финска
- Грб Оландских Острва

## Француска

### Прекоморски департмани
- Грб Гваделупа
- Грб Мајота
- Грб Мартиника
- Грб Реиниона
- Већи грб Француске Гвајане
- Мањи грб Француске Гвајане

### Прекоморске територије
- Грб Валис и Футуне
- Амблем Нове Каледоније
- Грб Светог Мартина (Француска)
- Грб Сен Пјер и Микелона
- Грб Сен Бартелемија
- Грб Француске Полинезије
- Грб Француских јужних и антарктичких земаља

## Холандија

### Конститутивни ентитети
- Грб Арубе
- Грб Курасаоа
- Грб Светог Мартина (Холандија)

### Карипска Холандија
- Грб Бонера
- Грб Сабе
- Грб Светог Еустахија